# Liste der österreichischen Botschafter in Japan

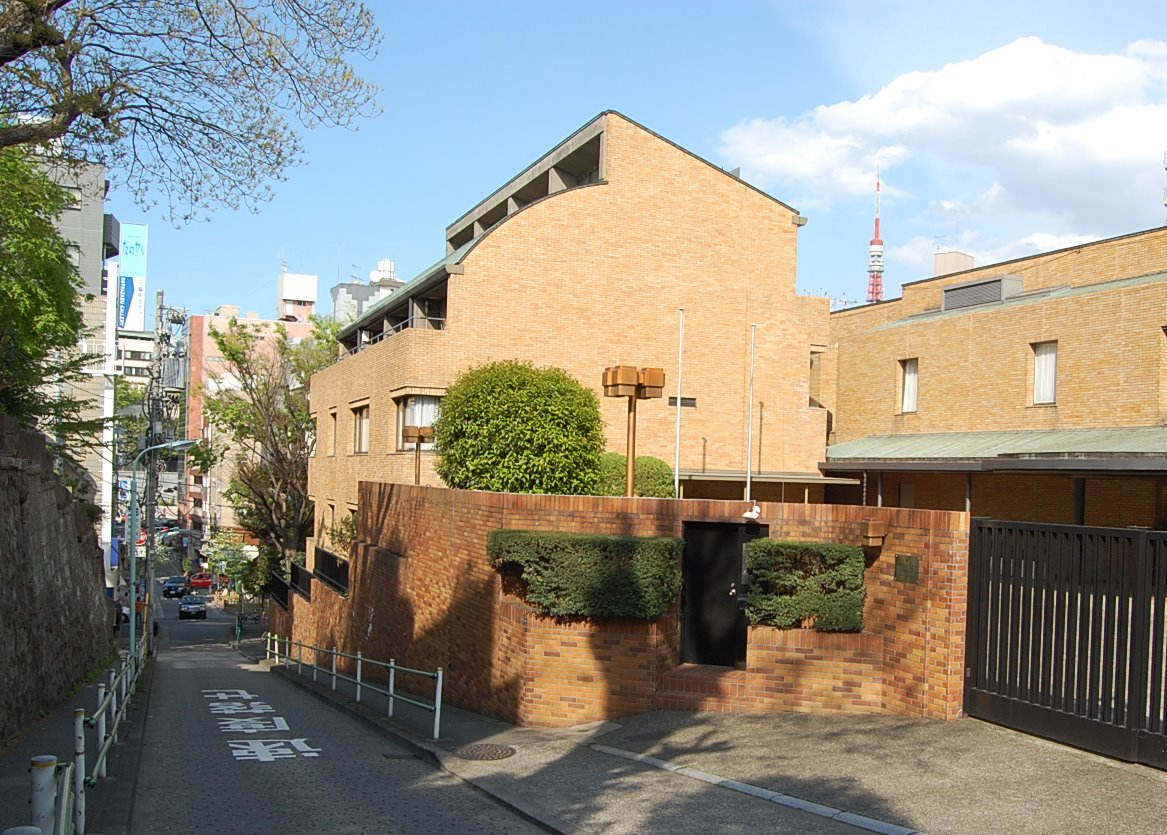
Österreichische Botschaft in Tokio

Diese Liste der österreichischen Botschafter in Japan enthält diejenigen österreichischen Diplomaten mit Botschafterstatus in der Zeit von 1871 bis heute (2012). Der österreichische Botschafter residiert in Tokio.

## Botschafter
| Ernannt / Akkreditiert | Name                                                           | Bemerkungen                                 | ernannt während der Regierung von | akkreditiert während der Regierung von | Posten verlassen |
| ---------------------- | -------------------------------------------------------------- | ------------------------------------------- | --------------------------------- | -------------------------------------- | ---------------- |
| 1871                   | Heinrich von Calice                                            | (1831–1912) Minister Resident               | Franz Joseph I.                   | Meiji-Oligarchie                       | 1874             |
| 1874                   | Ignaz von Schaeffer                                            | Minister Resident                           | Franz Joseph I.                   | Meiji-Oligarchie                       | 1877             |
| 1874                   | Karl von Boleslawsky                                           | Geschäftsträger                             | Franz Joseph I.                   | Meiji-Oligarchie                       | 1877             |
| 1874                   | Maximilian Hoffer von Hoffenfels                               | Minister Resident                           | Franz Joseph I.                   | Meiji-Oligarchie                       | 1879             |
| 1883                   | Karl Załuski von Zaluskie                                      | Gesandter                                   | Franz Joseph I.                   | Meiji-Oligarchie                       | 1888             |
| 1888                   | Rüdiger von Biegeleben                                         | Gesandter                                   | Franz Joseph I.                   | Kuroda Kiyotaka                        | 1893             |
| 1888                   | Heinrich von Coudenhove                                        | Geschäftsträger                             | Franz Joseph I.                   | Kuroda Kiyotaka                        | 1893             |
| 1895                   | Christoph von Wydenbruch                                       | Gesandter                                   | Franz Joseph I.                   | Itō Hirobumi                           | 1899             |
| 1899                   | Adalbert Ambró von Adamócz                                     | Botschafter                                 | Franz Joseph I.                   | Itō Hirobumi                           | 1908             |
| 1899                   | Julius Szilassy von Szilos                                     | Geschäftsträger                             | Franz Joseph I.                   | Itō Hirobumi                           | 1908             |
| 1909                   | Guido von Call                                                 | Botschafter                                 | Franz Joseph I.                   | Katsura Tarō                           | 1911             |
| 1912                   | Ladislaus Müller von Szentgyörgy                               | Botschafter                                 | Franz Joseph I.                   | Katsura Tarō                           | 1914             |
| 1914                   | Abbruch der diplomatischen Beziehungen durch Österreich–Ungarn |                                             | Franz Joseph I.                   | Ōkuma Shigenobu                        |                  |
| 1920                   | Bruno Müller                                                   | Honorarkonsul (1888–1925)                   | Michael Mayr                      | Hara Takashi                           | 1925             |
| 1926                   | Ernst Störi                                                    | Honorargeneralkonsul                        | Ignaz Seipel                      | Wakatsuki Reijirō                      | Dez. 1937        |
| 1953                   | Wiederaufnahme der diplomatischen Beziehungen                  |                                             | Julius Raab                       | Yoshida Shigeru                        |                  |
| 12. Apr. 1955          | Franz Helmut Leitner                                           | Gesandter, ab 19. November 1957 Botschafter | Julius Raab                       | Hatoyama Ichirō                        | 1960             |
| 1961                   | Friedrich Hartlmayr                                            | Botschafter                                 | Alfons Gorbach                    | Ikeda Hayato                           | 1966             |
| 1967                   | Otto Eiselsberg                                                | Botschafter                                 | Josef Klaus                       | Satō Eisaku                            | 1971             |
| 1971                   | Reginald Thomas                                                | Botschafter                                 | Bruno Kreisky                     | Satō Eisaku                            | 1975             |
| 1976                   | Franz Weidinger                                                | Botschafter                                 | Bruno Kreisky                     | Fukuda Takeo                           | 1980             |
| 1980                   | Clemens Weichs an der Glon                                     | Botschafter                                 | Bruno Kreisky                     | Suzuki Zenkō                           | 1982             |
| 1983                   | Georg Hennig                                                   | Botschafter                                 | Fred Sinowatz                     | Nakasone Yasuhiro                      | 1986             |
| 1987                   | Michael Fitz                                                   | Botschafter                                 | Fred Sinowatz                     | Takeshita Noboru                       | 1990             |
| 1991                   | Erich Maximilian Schmid                                        | Botschafter                                 | Franz Vranitzky                   | Miyazawa Kiichi                        | 1994             |
| 1995                   | Martin Vukovich                                                | Botschafter                                 | Franz Vranitzky                   | Murayama Tomiichi                      | 1999             |
| 1999                   | Hans-Dietmar Schweisgut                                        | Botschafter                                 | Viktor Klima                      | Obuchi Keizō                           | 2003             |
| 2003                   | Peter Moser                                                    | Botschafter                                 | Wolfgang Schüssel                 | Koizumi Jun’ichirō                     | 2006             |
| 2007                   | Jutta Stefan-Bastl                                             | Botschafterin                               | Alfred Gusenbauer                 | Fukuda Yasuo                           | Juni 2012        |
| Juli 2012              | Bernhard Zimburg                                               | Botschafter                                 | Werner Faymann                    | Noda Yoshihiko                         | Aug. 2016        |
| Sep. 2016              | Hubert Heiss                                                   | Botschafter                                 | Christian Kern                    | Shinzō Abe                             |                  |
| 2020                   | Elisabeth Bertagnoli                                           | Botschafterin                               | Sebastian Kurz                    | Shinzō Abe                             |                  |
| 2024                   | Sigrid Berka                                                   | Botschafterin                               | Karl Nehammer                     |                                        |                  |